# Вершина (Лебединский район)
Вершина (укр. Вершина) — село, Калюжненский сельский совет, Лебединский район, Сумская область, Украина.
Код КОАТУУ — 5922983702. Население по переписи 2001 года составляло 32 человека .

## Географическое положение
Село Вершина находится недалеко от истоков реки Ташань.
На расстоянии в 0,5 км расположены сёла Тригубы и Ляшки, в 2-х км — село Калюжное.